# Folkowy Fonogram Roku
Folkowy Fonogram Roku – konkurs na najlepszą polską płytę folkową, organizowany od 1998 roku.

## Historia
Konkurs odbywał się przez pierwsze trzy edycje w ramach Festiwalu Muzyki Ludowej „Mikołajki Folkowe” organizowanego przez Uniwersytet Marii Curie-Skłodowskiej w Lublinie. Od 2001 roku organizatorem konkursu jest Polskie Radio S.A. – Radiowe Centrum Kultury Ludowej. Od tego czasu najlepsze płyty danego roku ogłaszane są wiosną roku następnego, a zwycięzca występuje na koncercie podczas Festiwalu Folkowego „Nowa Tradycja”. W 2008 roku konkurs rozbito na dwie kategorie: Folkowy Fonogram Roku (najlepsza folkowa płyta roku) oraz Fonogram Źródeł (najlepsza płyta z autentyczną muzyką ludową bądź publikacja książkowa na ten temat). W 2014 roku jednorazowo przyznano też Folkowy Fonogram Dwójki. Zwycięzca był wyłaniany w SMS-owym plebiscycie słuchaczy Programu 2 Polskiego Radia.
| Konkurs                       | Jury | Laureaci | Uwagi |
| ----------------------------- | --- | --- | --- |
| Folkowy Fonogram Roku 1998    | : - Maria Baliszewska – dziennikarz, kierownik Radiowe Centrum Kultury Ludowej - Maria Pomianowska – muzyk, założyciel Zespołu Polskiego - Jerzy Bartmiński – folklorysta, UMCS - Maciej Rychły – muzyk (Kwartet Jorgi) - Wojciech Ossowski – dziennikarz PR3 - Jan Pospieszalski – muzyk (Voo Voo) - Sławomir Gołaszewski – muzyk, publicysta - Jacek Podsiadło – poeta - Rafał Pankowski – dziennikarz miesięcznika „Machina” - Rafał Księżyk – zastępca redaktora naczelnego miesięcznika „Brum” | : 1. Orkiestra św. Mikołaja – Kraina Bojnów 2. (I nominacja) Zespół Polski – Kolędy polskie 3. (II nominacja) Orkiestra Jednej Góry Matragona – Budzenie góry | Do konkursu Folkowy Fonogram Roku 1998 zgłoszonych zostało 19 wydawnictw. 11 grudnia 1998, podczas drugiego dnia festiwalu „Mikołajki Folkowe 1998”, odbył się Koncert Finałowy konkursu |
| Folkowy Fonogram Roku 1999    | : - Jerzy Bartmiński – folklorysta, UMCS - Maciej Rychły – muzyk (Kwartet Jorgi) - Wojciech Ossowski – dziennikarz PR3 - Jan Pospieszalski – muzyk (Voo Voo) - Jacek Podsiadło – poeta - Maria Baliszewska – dziennikarz, kierownik Radiowe Centrum Kultury Ludowej - Tomasz Janas – dziennikarz „Gazety Wyborczej” w Poznaniu i „Czasu Kultury” - Rafał Księżyk – dziennikarz miesięcznika „Brum” - Korneliusz Pacuda – dziennikarz PR1 - Robert Leszczyński – dziennikarz „Gazety Wyborczej” | : 1. Muzykanci – Muzykanci 2. (I nominacja) Golec uOrkiestra – Golec uOrkiestra 1 3. (II nominacja) Chudoba – Nasza muzyka | Zwycięski zespół wybrany spośród z trzech finalistów został ogłoszony 11 grudnia 1999, podczas trzeciego dnia festiwalu „Mikołajki Folkowe '99”. Tego samego dnia finaliści wystąpili podczas Koncertu Głównego festiwalu. |
| Folkowy Fonogram Roku 2000    | : - Wojciech Ossowski – dziennikarz PR3 - Jacek Podsiadło – poeta - Maria Baliszewska – dziennikarz, kierownik Radiowego Centrum Kultury Ludowej - Tomasz Janas – dziennikarz „Gazety Wyborczej” w Poznaniu i „Czasu Kultury” - Robert Leszczyński – dziennikarz „Gazety Wyborczej” - Włodzimierz Kleszcz – dziennikarz Radiowego Centrum Kultury Ludowej - Artur Głowacki – dziennikarz TV Polonia (program Hulaj dusza) - Piotr Dahlig – etnomuzykolog, Uniwersytet Warszawski - Władysław Trebunia-Tutka – plastyk, muzyk (Trebunie-Tutki) - Korneliusz Pacuda – dziennikarz PR1 | : 1. Się Gra – Się gra (wyd. Agencja Artystyczna MTJ) 2. (I nominacja) OPT Gardzienice – Metamorfozy (wyd. Alt Master sp. z o.o.) 3. (II nominacja) Julia Doszna – Tam na Łemkowynie (wyd. Towarzystwo Karpackie) | Do konkursu Folkowy Fonogram Roku 2000 zgłoszonych zostało 13 wydawnictw. 9 grudnia 2000, podczas trzeciego dnia festiwalu „Mikołajki Folkowe 2000” wręczono nagrody laureatom oraz odbył się koncert zwycięskiego zespołu. |
| Folkowy Fonogram Roku 2001    | : - Maria Baliszewska – dziennikarz, kierownik Radiowego Centrum Kultury Ludowej - Jerzy Bartmiński – folklorysta, UMCS - Piotr Dahlig – folklorysta, Uniwersytet Warszawski, Instytut Sztuki PAN - Guy Ferraton – dziennikarz„The Warsaw Voice” - Tomasz Janas – dziennikarz, „Czas Kultury” - Włodzimierz Kleszcz – dziennikarz, Radiowe Centrum Kultury Ludowej - Rafał Księżyk – dziennikarz, „Activist” - Robert Leszczyński – dziennikarz, „Gazeta Wyborcza” - Wojciech Ossowski – dziennikarz, PR3 - Korneliusz Pacuda – dziennikarz, PR1 - Maciej Rychły – muzyk (Kwartet Jorgi) - Marcin Skrzypek – muzyk, dziennikarz, „Gadki z Chatki” - Olaf Szewczyk – dziennikarz, „Gazeta Wyborcza” - Władysław Trebunia-Tutka – plastyk, muzyk (Trebunie-Tutki) - Justyna Ziółkowska – dziennikarz, TV Polonia | : 1. Kapela Brodów – Pieśni i melodie na rozmaite święta (wyd. Firma Raz Dwa) 2. Sarakina – Sarakina 3. Kapela ze Wsi Warszawa – Wiosna Ludu | Do konkursu Folkowy Fonogram Roku 2001 zgłoszonych zostało 14 płyt. Listę trzech finalistów ogłoszono 20 lutego 2002. Zwycięzcę ogłoszono 11 kwietnia 2002 w pierwszym dniu V Festiwalu Muzyki Folkowej Polskiego Radia „Nowa Tradycja” 2002. Trójka finalistów wystąpiła tego samego dnia w trakcie koncertu finałowego. |
| Folkowy Fonogram Roku 2002    | : - Jerzy Bartmiński – folklorysta, UMCS - Maria Baliszewska – dziennikarz, Radiowe Centrum Kultury Ludowej - Jacek Hawryluk – dziennikarz, PR2 - Paweł Golec – muzyk (Golec uOrkiestra) - Romuald Jakubowski – dziennikarz, PR1 - Tomasz Janas – dziennikarz, „Czas Kultury” - Wojciech Ossowski – dziennikarz, Radiowe Centrum Kultury Ludowej - Korneliusz Pacuda – dziennikarz, PR1 - Maria Pomianowska – muzyk (Zespół Polski) - Aneta Prymaka – dziennikarz, „Gazeta Stołeczna” - Agnieszka Kościuk – redaktor naczelna pisma folkowego „Gadki z Chatki” - Olaf Szewczyk – dziennikarz, „Gazeta Wyborcza” - Dorota Szwarcman – dziennikarz, „Polityka” - Joanna Ziółkowska – dziennikarz, TV Polonia | : 1. Tołhaje – A w niedziela rano 2. Lautari – Muzica Lautareasca Nova 3. Dikanda – Jakhana Jakhana | Do konkursu Folkowy Fonogram Roku 2002 zgłoszonych zostało 15 płyt. Wyniki ogłoszono 3 kwietnia 2003 podczas koncertu inaugurującego VI Festiwal Muzyki Folkowej Polskiego Radia „Nowa Tradycja” 2003. Tego samego dnia trójka finalistów wystąpiła na specjalnym koncercie podczas festiwalu. |
| Folkowy Fonogram Roku 2003    | : - Maria Baliszewska – Radiowe Centrum Kultury Ludowej - Max Cegielski – „Elle” - Tomasz Cyz – „Tygodnik Powszechny” - Jacek Hawryluk – PR2 - Tomasz Janas – „Czas Kultury” - Wojciech Ossowski – Radiowe Centrum Kultury Ludowej - Aneta Prymaka – „Gazeta Wyborcza” - Marcin Skrzypek – „Gadki z Chatki” - Paweł Sztompke – PR1 - Olaf Szewczyk – „Activist” - Dorota Szwarcman – „Polityka” - Justyna Ziółkowska – TVPolonia | : 1. Swoją Drogą – art.pl 2. Stilo – Idą czasy 3. Jarek Adamów – Songs of the Medieval Polish Bards | Do konkursu Folkowy Fonogram Roku 2003 zgłoszone zostały 24 albumy. Wyniki ogłoszono 22 kwietnia 2004 podczas pierwszego dnia VII Festiwalu Muzyki Folkowej Polskiego Radia „Nowa Tradycja” 2004. Tego samego dnia laureaci wystąpili w trakcie specjalnego koncertu. |
| Folkowy Fonogram Roku 2004    | :. - Max Cegielski – Radio Jazz - Tomasz Cyz – „Tygodnik Powszechny” - Jacek Hawryluk – Polskie Radio - Tomasz Janas – „Czas Kultury” - Wojciech Ossowski – Radiowe Centrum Kultury Ludowej - Aneta Prymaka – „Gazeta Wyborcza” - Agnieszka Kościuk – „Gadki z Chatki” - Maria Szabłowska – Polskie Radio - Łukasz Kamiński – „Gazeta Wyborcza” - Dorota Szwarcman – „Polityka” - Justyna Ziółkowska – Telewizja Polonia | : 1. Osjan – Księga liści 2. druga nagroda ex aequo: - Sarakina – Junctions - Yerba Mater – Raga Praga | Do konkursu Folkowy Fonogram Roku 2004 zgłoszonych zostało 12 płyt. Listę trzech finalistów ogłoszono 18 marca 2005. Wystąpili oni na koncercie finałowym. Zwycięzcę ogłoszono 14 kwietnia 2005, podczas pierwszego dnia VIII Festiwalu Muzyki Folkowej Polskiego Radia „Nowa Tradycja” 2005. Finałowa trójka wystąpiła tego samego dnia na festiwalu na specjalnym koncercie.                                                                                      |
| Folkowy Fonogram Roku 2005    | : - Jacek Hawryluk - Tomasz Janas - Agnieszka Kościuk - Wojciech Ossowski - Aneta Prymaka - Maria Szabłowska - Dorota Szwarcman - Witt Wilczyński - Justyna Ziółkowska | : 1. Transkapela – Sounds & Shadows 2. (I nominacja) Miguel Czachowski – Indialucia 3. (II nominacja) Joanna Słowińska z Zespołem – Live in Alchemia | Do konkursu Folkowy Fonogram Roku 2005 zgłoszonych zostało 25 płyt. Listę trzech finalistów ogłoszono 18 marca 2006. Po raz pierwszy w historii konkursu nominowano album koncertowy (Live in Alchemia). Zwycięzcę ogłoszono 20 kwietnia 2006, podczas pierwszego dnia IX Festiwalu Muzyki Folkowej Polskiego Radia „Nowa Tradycja” 2006. Finałowa trójka wystąpiła tego samego dnia na festiwalu na specjalnym koncercie.                                          |
| Folkowy Fonogram Roku 2006    | : - Jacek Hawryluk – dziennikarz, Polskie Radio - Tomasz Janas – dziennikarz, „Czas Kultury” - Agnieszka Kościuk – dziennikarz, „Gadki z Chatki” - Marcin Kydryński – dziennikarz PR3 - Jan Pospieszalski – dziennikarz, Telewizja Polska - Wojciech Ossowski – dziennikarz, Polskie Radio - Anna Szewczuk-Czech – dziennikarz, Polskie Radio – Radiowe Centrum Kultury Ludowej - Witt Wilczyński – dziennikarz niezależny, portal Independent.pl - Justyna Ziółkowska – dziennikarz, Telewizja | : 1. Lautari – Azaran 2. (I nominacja) Village Kollektiv – Motion Rootz Experimental 2006 3. (II nominacja) Orkiestra św. Mikołaja i Kapela Romana Kumłyka „Czeremosz” – Huculskie muzyki | Do konkursu Folkowy Fonogram Roku 2006 zgłoszonych zostało 10 płyt. Lista trzech finalistów konkursu „Folkowy Fonogram Roku 2006” została ogłoszona 25 marca 2007 w audycji radiowej Kiermasz pod kogutkiem. Nazwę zwycięskiego zespołu ogłoszono 23 kwietnia 2007. Wystąpił on 10 maja 2007 podczas X Festiwalu Muzyki Folkowej Polskiego Radia „Nowa Tradycja” 2007.                                                                                              |
| Folkowy Fonogram Roku 2007    | : - Daniel Cichy – „Tygodnik Powszechny” - Mamadou Diouf – Radio Jazz - Jacek Hawryluk – PR2 - Tomasz Janas – dziennikarz niezależny - Robert Kamyk – TVP Kultura - Wojciech Ossowski – PR2/PR3 - Anna Szewczuk-Czech – Polskie Radio - Witt Wilczyński – Rodzimowiercze Radio Internetowe „RadioWid” - Justyna Ziółkowska – TVPolonia | : 1. Joanna Słowińska – Możesz być 2. Jacek Hałas – Zegar bije 3. Kapela Metów z Gliny, śpiewaczki z Gliny – Mety grają! Kapela Metów z Gliny | Do konkursu Folkowy Fonogram Roku 2007 zostało zgłoszonych 19 płyt. Listę trzech finalistów ogłoszono 5 marca 2008. Zwycięzcę ogłoszono 9 kwietnia 2008. Wystąpił on 10 kwietnia 2008 podczas koncertu w pierwszym dniu XI Festiwalu Muzyki Folkowej Polskiego Radia „Nowa Tradycja” 2008. |
| Folkowy Fonogram Roku 2008    | : - Justyna Ziółkowska – dziennikarz, TVP Polonia - Andrew Cronshaw – muzyk, dziennikarz (Wielka Brytania) - Jacek Hawryluk – dziennikarz, PR2 - Tomasz Janas – dziennikarz niezależny - Włodzimierz Kleszcz – dziennikarz, Radiowe Centrum Kultury Ludowej, PR2 | : 1. Kwadrofonik – Folklove (wyd. Polskie Radio) 2. Janusz Prusinowski Trio – Mazurki (wyd. Słuchaj uchem) 3. Osjan – Po prostu (wyd. Kiton Art Records) | Do konkursu Folkowy Fonogram Roku 2008 zostało zgłoszonych 31 płyt. Do konkursu Fonogram Źródeł 2008 zostało zgłoszonych 16 płyt. Zwycięzca Folkowego Fonogramu Roku 2008 wystąpił 23 kwietnia 2009 na koncercie podczas pierwszego dnia podczas XII Festiwalu Muzyki Folkowej Polskiego Radia „Nowa Tradycja” 2009. |
| Fonogram Źródeł 2008          | : - Małgorzata Małaszko-Stasiewicz – zastępca dyrektora PR2 - Anna Szewczuk – dziennikarz PR2 - Anna Szotkowska – dziennikarz PR2 - Piotr Kędziorek – kierownik Radiowego Centrum Kultury Ludowej, PR2 - Kuba Borysiak – dziennikarz PR2 | : 1. Pieśniczki z kancenoła (wyd. Instytut Sztuki PAN) 2. Muzyka ocalona – Łowickie 1952-1959 (wyd. Łowicki Ośrodek Kultury przy współpracy Instytutu Sztuki PAN) 3. trzecie miejsce ex aequo: - Muzycy, Muzycy cos po Wos ostanie... (wyd. Instytut Sztuki PAN i Tatrzańska Agencja Rozwoju, Promocji i Kultury) - Powiśle Maciejowickie (Wydawnictwo In Crudo) Nagrodę Specjalną „Fonogramu Źródeł” otrzymało wydawnictwo Muzyka Odnaleziona za serię płyt: Cztery strony Rawy, Kajocy – Wokół Kędzierskich oraz Koniec basów Kraśnica. Opoczyńskie. | Do konkursu Folkowy Fonogram Roku 2008 zostało zgłoszonych 31 płyt. Do konkursu Fonogram Źródeł 2008 zostało zgłoszonych 16 płyt. Zwycięzca Folkowego Fonogramu Roku 2008 wystąpił 23 kwietnia 2009 na koncercie podczas pierwszego dnia podczas XII Festiwalu Muzyki Folkowej Polskiego Radia „Nowa Tradycja” 2009. |
| Folkowy Fonogram Roku 2009    | : - Justyna Ziółkowska – TVP Polonia - Andrew Cronshaw – muzyk, dziennikarz (Wielka Brytania) - Jacek Hawryluk – dziennikarz, PR2 - Tomasz Janas – dziennikarz niezależny - Piotr Kędziorek – Radiowe Centrum Kultury Ludowej, PR2 | : 1. Kapela ze Wsi Warszawa – Infinity (wyd. Kayax) 2. Apolonia Nowak i Swoją Drogą Trio – Pola (wyd. Folkers) 3. Hoboud – Wskrzeszenie Hobouda (wyd. Polish Folk Management) | Do konkursu Fonogram Roku 2009 zostało zgłoszonych 20 płyt. Do konkursu Fonogram Źródeł 2009 zgłoszono 12 albumów. Rozstrzygnięcie obu konkursów nastąpiło 22 kwietnia 2010, w pierwszy dzień XIII Festiwalu Muzyki Folkowej Polskiego Radia „Nowa Tradycja 2010”. Tego samego dnia zwycięzca Folkowego Fonogramu Roku 2009 wystąpił na koncercie. |
| Fonogram Źródeł 2009          | : - Małgorzata Małaszko-Stasiewicz – p.o. dyrektora PR2 - Anna Szewczuk – dziennikarz PR2 - Anna Szotkowska – dziennikarz PR2 - Piotr Kędziorek – kierownik Radiowego Centrum Kultury Ludowej, PR2 - Kuba Borysiak – dziennikarz PR2 | : 1. Spod Niebieskiej Góry – muzyka Roztocza (wyd. In Crudo) 2. Jadąc przez Roztocze (wyd. Muzyka Odnaleziona) 3. Zaniechane melodie – Oj wiosna ty wiosna (wyd. Stowarzyszenie Krusznia). Nagrodę Specjalną „Fonogramu Źródeł” otrzymał Instytut Sztuki Polskiej Akademii Nauk za serię płyt Folk Music Collection. | Do konkursu Fonogram Roku 2009 zostało zgłoszonych 20 płyt. Do konkursu Fonogram Źródeł 2009 zgłoszono 12 albumów. Rozstrzygnięcie obu konkursów nastąpiło 22 kwietnia 2010, w pierwszy dzień XIII Festiwalu Muzyki Folkowej Polskiego Radia „Nowa Tradycja 2010”. Tego samego dnia zwycięzca Folkowego Fonogramu Roku 2009 wystąpił na koncercie. |
| Folkowy Fonogram Roku 2010    | : - Dariusz Anaszko - Andrew Cronshaw - Jacek Hawryluk - Tomasz Janas - Piotr Kędziorek | : 1. Janusz Prusinowski Trio – Serce (wyd. Słuchaj Uchem) 2. Maria Pomianowska i Przyjaciele – Chopin na 5 kontynentach (wyd. CM Records/Musart) 3. Się Gra – Memories of the Stone – Wlodawa Synagogue Live Recording (wyd. Folken Music) | Do konkursu Folkowy Fonogram Roku 2010 zgłoszono 34 płyty. Do konkursu Fonogram Źródeł 2010 zgłoszono 11 płyt. Ostateczne wyniki ogłoszono w marcu 2011. Zdobywcy pierwszych miejsc (Folkowego Fonogramu Roku i Fonogramu Źródeł) wystąpili 12 maja 2011 podczas koncertu w pierwszym dniu XIV Festiwalu Muzyki Folkowej Polskiego Radia „Nowa Tradycja” 2011. |
| Fonogram Fonogram Źródeł 2010 | : - Małgorzata Małaszko-Stasiewicz – p.o. dyrektora PR2 - Anna Szewczuk – dziennikarz PR2 - Anna Szotkowska – dziennikarz PR2 - Piotr Kędziorek – kierownik Radiowego Centrum Kultury Ludowej (PR2) - Kuba Borysiak – dziennikarz PR2 | : 1. Franciszek Racis. Muzykant, wyd. Stowarzyszenie Krusznia 2. Melodie ziemi kujawskiej, wyd. Instytut Sztuki PAN 3. dwie płyty: Mazurki do wynajęcia i Mistrzowie harmonii. Triumf i porażka, wyd. Andrzej Bieńkowski – Muzyka Odnaleziona | Do konkursu Folkowy Fonogram Roku 2010 zgłoszono 34 płyty. Do konkursu Fonogram Źródeł 2010 zgłoszono 11 płyt. Ostateczne wyniki ogłoszono w marcu 2011. Zdobywcy pierwszych miejsc (Folkowego Fonogramu Roku i Fonogramu Źródeł) wystąpili 12 maja 2011 podczas koncertu w pierwszym dniu XIV Festiwalu Muzyki Folkowej Polskiego Radia „Nowa Tradycja” 2011. |
| Folkowy Fonogram Roku 2011    | : - Dariusz Anaszko – portal serpent.pl - Andrew Cronshaw – muzyk - Jacek Hawryluk – Polskie Radio - Tomasz Janas – dziennikarz, „Gazeta Wyborcza Poznań” - Piotr Kędziorek – kierownik Radiowego Centrum Kultury Ludowej (PR2) | : 1. Čači Vorba – Tajno Biav (wyd. Oriente Music) 2. Wołosi i Lasoniowie – Wołosi i Lasoniowie (wyd. Unzippedfly Records) 3. Swoją Drogą – Swoją Drogą & Goście (wyd. MTJ) | Do konkursu Folkowy Fonogram Roku 2011 zgłoszono 34 płyty. Do konkursu Fonogram Źródeł 2011 zgłoszono 11 płyt. Zdobywców pierwszych nagród w konkursie Folkowy Fonogram Roku 2011 ogłoszono 19 marca 2012. 18 maja 2012, podczas drugiego dnia XV Festiwalu Muzyki Folkowej Polskiego Radia „Nowa Tradycja” 2012 odbyło się wręczenie nagród oraz koncert zwycięzcy Folkowego Fonogramu Roku 2011.                                                                  |
| Fonogram Źródeł 2011          | : - Małgorzata Małaszko-Stasiewicz – p.o. dyrektora PR2 - Anna Szewczuk – dziennikarz PR2 - Anna Szotkowska – dziennikarz PR2 - Piotr Kędziorek – kierownik Radiowego Centrum Kultury Ludowej (PR2) - Kuba Borysiak – dziennikarz PR2 | : 1. Jest drabina do nieba. Część druga, Wydawnictwo In Crudo 2. Pieśni z Kożyna, wyd. Stowarzyszenie Dziedzictwo Podlasia 3. ex aequo: - Stanisław Fijałkowski. Portret Śpiewaka, Wydawnictwo In Crudo - Śpiewy, gwizdy, krzyki, Wydawnictwo Muzyka Odnaleziona Ponadto Nagrodę Specjalną za „kontynuację serii wydawniczej ukazującej bogactwo i różnorodność ludowej tradycji muzycznej” otrzymało Wydawnictwo In Crudo. | Do konkursu Folkowy Fonogram Roku 2011 zgłoszono 34 płyty. Do konkursu Fonogram Źródeł 2011 zgłoszono 11 płyt. Zdobywców pierwszych nagród w konkursie Folkowy Fonogram Roku 2011 ogłoszono 19 marca 2012. 18 maja 2012, podczas drugiego dnia XV Festiwalu Muzyki Folkowej Polskiego Radia „Nowa Tradycja” 2012 odbyło się wręczenie nagród oraz koncert zwycięzcy Folkowego Fonogramu Roku 2011.                                                                  |
| Folkowy Fonogram Roku 2012    | : - Dariusz Anaszko – portal internetowy etno.serpent.pl - Bartek Chaciński – „Polityka”, PR2 - Andrew Cronshaw – muzyk, dziennikarz (Wielka Brytania) - Tomasz Janas – dziennikarz niezależny - Piotr Kędziorek – Radiowe Centrum Kultury Ludowej (PR2) | : 1. ex aequo - Kapela ze Wsi Warszawa – NORD (wyd. Karrot Kommando) - Adam Strug – Adieu (wyd. 4Ever Music) 2. R.U.T.A. – Na Uschod. Wolność albo śmierć (wyd. Karrot Kommando) 3. Adam Oleś – hurdu_hurdu (wyd. Falami) | Do konkursu Folkowy Fonogram Roku 2012 zgłoszono 35 płyt. Do konkursu Fonogram Źródeł 2012 zgłoszono 12 płyt. Zdobywców pierwszego miejsca w konkursie Folkowy Fonogram Roku 2012 ogłoszono 18 marca 2013. Zdobywców pierwszego miejsca w konkursie Fonogram Źródeł 2012 ogłoszono 19 marca 2013. Zwycięzcy Folkowego Fonogramu Roku 2012 wystąpili na koncercie 16 maja 2013, w pierwszy dzień XVI Festiwalu Muzyki Folkowej Polskiego Radia „Nowa Tradycja” 2013. |
| Fonogram Źródeł 2012          | : - Małgorzata Małaszko-Stasiewicz – dyrektor PR2 - Anna Szotkowska – Radiowe Centrum Kultury Ludowej, PR2 - Anna Szewczuk – Radiowe Centrum Kultury Ludowej, PR2 - Kuba Borysiak – Radiowe Centrum Kultury Ludowej, PR2 - Piotr Kędziorek – Radiowe Centrum Kultury Ludowej, PR2 | : 1. ex aequo - Muzeum Etnograficzne im. Marii Znamierowskiej-Prufferowej w Toruniu – Muzyka ludowa z Kujaw i Pałuk - Muzeum Okręgowe w Rzeszowie – Muzyka i śpiew ludowy Podkarpacia 2. Wydawnictwo Muzyka Odnaleziona – 3 x Gace. Mistrzowie/Uczniowie 3. Wydawnictwo Stara Droga / Szkoła Suki Biłgorajskiej – Na rozstajnych drogach | Do konkursu Folkowy Fonogram Roku 2012 zgłoszono 35 płyt. Do konkursu Fonogram Źródeł 2012 zgłoszono 12 płyt. Zdobywców pierwszego miejsca w konkursie Folkowy Fonogram Roku 2012 ogłoszono 18 marca 2013. Zdobywców pierwszego miejsca w konkursie Fonogram Źródeł 2012 ogłoszono 19 marca 2013. Zwycięzcy Folkowego Fonogramu Roku 2012 wystąpili na koncercie 16 maja 2013, w pierwszy dzień XVI Festiwalu Muzyki Folkowej Polskiego Radia „Nowa Tradycja” 2013. |
| Folkowy Fonogram Roku 2013    | : - Simon Broughton – „Songlines Magazine” - Bartek Chaciński – „Polityka” - Jacek Hawryluk – wicedyrektor PR2 - Johanes Theurer – World Music Charts Europe - Kuba Borysiak – PR2 | : 1. Bracia Oleś & Jorgos Skolias – Sefardix (wyd. ForTune) 2. Janusz Prusinowski Trio – Po kolana w niebie (wyd. Słuchaj Uchem/Oriente) 3. Bubliczki – Trubalkan (wyd. Dobrzewiesz Nagrania) | Do konkursu Folkowy Fonogram Roku 2013 zgłoszono 40 płyt. Do konkursu Fonogram Źródeł 2013 zgłoszono 17 płyt. Zwycięzcę Folkowego Fonogramu Roku 2013 ogłoszono 18 maja 2014, na zakończenie XVII Festiwalu Muzyki Folkowej Polskiego Radia „Nowa Tradycja”. Zdobywców pierwszego miejsca w konkursie Fonogram Źródeł 2013 ogłoszono 16 maja 2014, w drugim dniu festiwalu „Nowa Tradycja”.                                                                         |
| Fonogram Źródeł 2013          | : - Piotr Dahlig – etnomuzykolog, Instytut Muzykologii Uniwersytetu Warszawskiego - Weronika Grozdew-Kołacińska – etnomuzykolog, Instytut Sztuki Polskiej Akademii Nauk - Piotr Kędziorek – Radiowe Centrum Kultury Ludowej, PR2 - Anna Szewczuk – kierownik Radiowego Centrum Kultury Ludowej, PR2 - Anna Szotkowska – Radiowe Centrum Kultury Ludowej, PR2 | : 1. Instytut Sztuki Polskiej Akademii Nauk – za dwie antologie: Pierwszy Podhalański Popis Konkursowy Ludowych Muzyk Góralskich. Zakopane 18-20 kwietnia 1952 oraz Pamiątki przeszłości z archiwum wydobyte. Pieśni i muzyka Kielecczyzny 2. Miejski Dom Kultury w Kolbuszowej – za album-katalog Festiwal żywej muzyki na strun dwanaście i trzy smyki 2013 3. ex aequo: - Stowarzyszenie Dziedzictwo Podlasia i Julita Charytoniuk – Ludowe pieśni religijne z Podlasia - Stowarzyszenie Krusznia i Paweł Luto – Rwie się życia przędza | Do konkursu Folkowy Fonogram Roku 2013 zgłoszono 40 płyt. Do konkursu Fonogram Źródeł 2013 zgłoszono 17 płyt. Zwycięzcę Folkowego Fonogramu Roku 2013 ogłoszono 18 maja 2014, na zakończenie XVII Festiwalu Muzyki Folkowej Polskiego Radia „Nowa Tradycja”. Zdobywców pierwszego miejsca w konkursie Fonogram Źródeł 2013 ogłoszono 16 maja 2014, w drugim dniu festiwalu „Nowa Tradycja”.                                                                         |
| Folkowy Fonogram Roku 2014    | - Simon Broughton – „Songlines Magazine” - Lopa Kothari – BBC Radio 3 - Bartłomiej Chaciński – „Polityka” - Tomasz Janas – portal kultura.poznan.pl - Jacek Hawryluk – PR2 - Jakub Borysiak – PR2 | 1. Aleksandra Bilińska – Berjozkele: kołysanki jidysz 2. Michał Czachowski – Acatao 3. Sutari – Wiano | Do konkursu Folkowy Fonogram Roku 2014 zgłoszono 31 płyt, do finałów wybrano 11 wydawnictw. Do konkursu Fonogram Źródeł 2014 zgłoszono 17 płyt. Zwycięzcę Folkowego Fonogramu Roku 2014 ogłoszono 14 maja 2015, podczas koncertu XVIII Festiwalu Muzyki Folkowej Polskiego Radia „Nowa Tradycja”. |
| Fonogram Źródeł 2014          | : - Piotr Dahlig - etnomuzykolog, Instytut Muzykologii UW - Weronika Grozdew-Kołacińska - etnomuzykolog, Instytut Sztuki PAN - Piotr Kędziorek - dziennikarz Programu 2 PR - Anna Szewczuk - kierownik RCKL, Program 2 PR - Anna Szotkowska - dziennikarz Programu 2 PR | 1. ex aequo: - Marian Bujak z Szydłowca. Portret skrzypka wyd.: In Crudo - Polskie Zwyczaje Rodzinne z nagraniami z Archiwum Folkloru Religijnego Instytutu Muzykologii KUL wyd.: Wydawnictwo Księży Młyn 2. ex aequo: - Dorzecze Niemna. Śladami Oskara Kolberga wyd.: Stowarzyszenie Krusznia - Kapela Byrtków z Pewli Wielkiej wyd.: Regionalny Ośrodek Kultury w Bielsku- Białej 3. Instytut Sztuki Polskiej Akademii Nauk – Gdyby Kolberg miał fonograf Nagrodę Specjalną otrzymała żywiecka Fundacja Klamra za album Gajdosze autorstwa Macieja i Katarzyny Szymonowiczów. | Do konkursu Folkowy Fonogram Roku 2014 zgłoszono 31 płyt, do finałów wybrano 11 wydawnictw. Do konkursu Fonogram Źródeł 2014 zgłoszono 17 płyt. Zwycięzcę Folkowego Fonogramu Roku 2014 ogłoszono 14 maja 2015, podczas koncertu XVIII Festiwalu Muzyki Folkowej Polskiego Radia „Nowa Tradycja”. |
| Folkowy Fonogram Roku 2015    | : - Anna Szewczuk-Czech – kierownik RCKL, Program 2 PR - Jacek Hawryluk – zastępca Dyrektora Programu 2 Polskiego Radia - Simon Broughton (Songlines Magazine), - Mats Einarsson – Sveriges Radio - Bartek Chaciński – tygodnik „Polityka” | : 1. Adam Strug i Kwadrofonik – Requiem ludowe 2. Tęgie Chłopy – Dansing 3. Kapela Maliszów – Mazurki niepojęte | |
| Fonogram Źródeł 2015          | : - Piotr Dahlig – etnomuzykolog, Instytut Muzykologii UW - Weronika Grozdew-Kołacińska – etnomuzykolog, Instytut Sztuki PAN - Anna Szewczuk-Czech – kierownik RCKL, Program 2 PR - Anna Borucka-Szotkowska – dziennikarka Programu 2 PR - Magdalena Tejchma – dziennikarka Programu 2 PR - Piotr Kędziorek – dziennikarz Programu 2 PR | : 1. Miejski Dom Kultury w Kolbuszowej – Katalog. II Festiwal Żywej Muzyki Na Strun Dwanaście i Trzy Smyki; Jan Cebula z Kapelą; Bronisław Płoch. Kapela Widelanie 2. Fundacja Ważka – Bronisława Chmielowska. Stare pieśni 3. Tatiana Nakonieczna i zespół Krajka – Krajka w gościachNagrodę specjalną przyznano Jackowi Piotrowi Jackowskiemu za wybitne zasługi dla polskiej fonografii Wyróżnienie Jury otrzymała Zofia Bernad za płytę Tradycyjne pieśni Lubelszczyzny | |
| Folkowy Fonogram Roku 2016    | : - Lopa Kothari – dziennikarka BBC3 - Anna Szewczuk-Czech – kierownik RCKL, Program 2 PR - Jacek Hawryluk – zastępca Dyrektora Programu 2 Polskiego Radia - Simon Broughton – redaktor naczelny „Songlines Magazine“ - Tomasz Janas – krytyk muzyczny | : 1. Żywizna – Zaświeć Niesiącku and other Kurpian songs 2. Trebunie-Tutki i Quintet Urmuli – Duch gór 3. ex aequo: - Maria Pomianowska – The voice of suka - Warszawska Orkiestra Sentymentalna – Umówmy się na dziś | |
| Fonogram Źródeł 2016          | : - Piotr Dahlig – etnomuzykolog, Instytut Muzykologii UW - Weronika Grozdew-Kołacińska – etnomuzykolog, Instytut Sztuki PAN - Anna Szewczuk-Czech – kierownik RCKL, Program 2 PR - Anna Borucka-Szotkowska – dziennikarka Programu 2 PR - Magdalena Tejchma – dziennikarka Programu 2 PR | : 1. Stowarzyszenie Akademia Łucznica – Maria Siwiec. Śpiewaczka z Gałek Rusinowskich 2. Miejski Dom Kultury w Kolbuszowej – Katalog. III Festiwal Żywej Muzyki na Strun Dwanaście i Trzy Smyki 2016 (CD + DVD), Jan Cebula. Samouczek tradycyjnej gry na skrzypcach i dwupłytowy album (CD + DVD) Władysław Pogoda z kapelami 3. ex aequo: - Fundacja Ważka – Z domu Kida - Stowarzyszenie Dom Tańca – Śpiewa Maria Gałka Nagrodę Specjalną otrzymał Remigiusz Mazur-Hanaj za albumy: Dajcie stołka cisowego. Muzyka tradycyjna Roztocza Gorajskiego i jej wykonawcy, Spod niebieskiej Góry 2. Muzyka Roztocza południowo-wschodniego oraz Zofia Sulikowska z Wojsławic. Portret śpiewaczki" Wyróżnienia otrzymali: - 9 Siył – Przy Betlejemskich Horak. Góralskie kolędy i pastorałki i Śpiywanie i granie to uciecha świata - Krajka, kapela Serhija Ochrimczuka i ich gości – Krajka w domu | |
| Folkowy Fonogram Roku 2017    | : - Lopa Kothari – dziennikarka BBC3 - Simon Broughton – redaktor naczelny „Songlines Magazine“ - Jan Pospieszalski – dziennikarz, muzyk - Tomasz Janas – krytyk muzyczny - Piotr Kędziorek | : 1. Kapela Maliszów – Wiejski dżez 2. Maniucha i Ksawery – Oj borom, borom… 3. Tęgie Chłopy – Wesele | |
| Fonogram Źródeł 2017          | : - Maria Baliszewska – dziennikarka RCKL - Anna Borucka-Szotkowska – dziennikarka RCKL - Magdalena Tejchma – dziennikarka RCKL - Weronika Grozdew-Kołacińska – etnomuzykolog, Instytut Sztuki PAN - Piotr Dahlig – etnomuzykolog, Instytut Muzykologii UW | : 1. Instytut Sztuki Polskiej Akademii Nauk – Polskie pieśni ludowe na Śląsku Opolskim przez Paula Schmidta w 1913 r. na fonograf zebrane oraz Melodie stamtąd Cz. 2 (CD) 2. ex aequo: - Stowarzyszenie Katedra Kultury – Liwiec. Tradycje wokalne wschodniego Mazowsza (CD) - Ewa Grochowska i Europejski Fundusz Rozwoju Polskiej Wsi – Tutejsi. Zachowane w pamięci mieszkańców Pomorza Zachodniego (CD) 3. ex aequo: - Stowarzyszenie Akademia Łucznica – Jan Kmita. Skrzypek z Przystałowic Małych (CD) - Fundacja Ważka – Stanisława Latawiec. W domu Kidów (CD) Nagrodę specjalną otrzymali Barbara Kuzub-Samosiuk i Mirosław Samosiuk za trzypłytową antologię Pieśni nie tylko święte. Tradycja muzyczna Podlasia | |
| Folkowy Fonogram Roku 2018    | : - Lopa Kothari – dziennikarka BBC3 - Simon Broughton – redaktor naczelny „Songlines Magazine“ - Jan Pospieszalski – dziennikarz, muzyk - Tomasz Janas – krytyk muzyczny - Kuba Borysiak – RCKL | : 1. Janusz Prusinowski Kompania – Po śladach 2. Bhattacharya/Traczyk/Zemler – Joy!guru 3. Vocal Varshe feat. Jacaszek – Bramy nieba | |
| Fonogram Źródeł 2018          | : - Weronika Grozdew-Kołacińska, - Piotr Dahlig - Anna Szotkowska - Maria Baliszewska - Magdalena Tejchma | : 1. Towarzystwo dla Natury i Człowieka – Łuhom, łuhom ponad Buhom. Muzyka tradycyjna Polesia Lubelskiego i jej wykonawcy 2. ex aequo: - Instytut Sztuki Polskiej Akademii Nauk – Barwy nadpopradzkiej nuty. Nagrania archiwalne tradycyjnych pieśni i muzyki górali nadpopradzkich ze Zbiorów Fonograficznych Instytutu Sztuki PAN - Fundacja Muzyka Odnaleziona – Pięciu od Bogusza 3. Szamotulski Ośrodek Kultury – Romuald Jędraszak – portret dudziarza wielkopolskiego Nagrodę specjalną otrzymało Muzeum Ludowych Instrumentów Muzycznych w Szydłowcu i Instytut Sztuki Polskiej Akademii Nauk za publikację: Sobiescy – zachowane w dźwiękach Wyróżnienia otrzymali: - Muzeum Zachodniokaszubskie w Bytowie za album Cassubia Incognita Novum - Stowarzyszenie Kulturalno-Oświatowe „Na Groniach” za płytę Gajdy z bliska — technika i repertuar - Miejski Dom Kultury w Kolbuszowej za publikację Muzykanci z Puszczy Sandomierskiej, cz. IV Jurek Wrona z kapelą" oraz za Katalog V Festiwalu Żywej Muzyki na Strun Dwanaście i Trzy Smyki - Stowarzyszenie Dziedzictwo Podlasia za płytę Ludowe pieśni religijne z Podlasia cz.II | |
| Folkowy Fonogram Roku 2019    | : - Lopa Kothari – dziennikarka BBC3 - Simon Broughton – redaktor naczelny „Songlines Magazine“ - Jan Pospieszalski – dziennikarz, muzyk - Jarosław Szubrycht – krytyk muzyczny, „Gazeta Magnetofonowa” - Kuba Borysiak – dziennikarz RCKL | : 1. Félix Lajkó & Vołosi – Lajko Felix & Vołosi 2. Radical Polish Ansambl – Radical Polish Ansambl 3. ex aequo: - Mehehe – Ciemnienie - Skolias & Bester – Rebetiko poloniko | |
| Fonogram Źródeł 2019          | | : 1. różni wykonawcy – Drzewie nuty orawskie 2. różni wykonawcy – Najstarsi skrzypkowie regionu opoczyńskiego 2019 3. różni wykonawcy – Festiwal Muzyki Tradycyjnej na Rozstajnych Drogach Nagrodę specjalną otrzymał album: Leon Lewandowski. Skrzypek znad Prosny Wyróżnienie otrzymał album: Stanisława Galica Górkiewicz. Nuty serdecne | |
| Folkowy Fonogram Roku 2020    | : - Lopa Kothari – dziennikarka BBC3 - Simon Broughton – redaktor naczelny „Songlines Magazine“ - Jan Pospieszalski – dziennikarz, muzyk - Jarosław Szubrycht – krytyk muzyczny, „Gazeta Magnetofonowa” - Kuba Borysiak – dziennikarz RCKL | : 1. Kapela ze Wsi Warszawa – Uwodzenie 2. WoWaKin – Wiązanka 3. Fanfara Awantura – Prawdziwie polskie techno | |
| Fonogram Źródeł 2020          | | : 1. Monika Wałach-Kaczmarzyk – Siumi dolina, siumi gróń 2. nie przyznano 3. ex aequo: - Rodzinna Muzyka Poloków – Nie było jak downo - Miejski Dom Kultury w Kolbuszowej – Ostatnia taka żywa muzyka Nagrodę specjalną otrzymał Piotr Baczewski za albumy: - Bez nut – kapela z Leśmierza - Biskupizna - Krystyna Ciesielska - Muzyka spod Radomia Wyróżnienie otrzymała Kapela Kosylaków i Wydawnictwo Karrot Kommando za album: - Ale skąd te muzykanty Wyróżnienie specjalne otrzymał Zespół Suplikanci i ich goście oraz Stowarzyszenie „Muzyka Dawna W Jarosławiu” za album: - Za bytności zarazy | |
| Folkowy Fonogram Roku 2021    | : - Kuba Borysiak – dziennikarz RCKL - Simon Broughton – redaktor naczelny magazynu „Songlines” - Lopa Kothari – dziennikarka BBC - Milan Tesař – Radio Proglas, przewodniczący World Music Charts Europe - Jarosław Szubrycht – krytyk muzyczny - Tomasz Janas – krytyk muzyczny - Michał Wieczorek – krytyk muzyczny - Manos Tzanakakis – Sto Kokkino 105 FM - Hanna Szczęśniak – producentka, dziennikarka RCKL - Aleksandra Tykarska – dziennikarka RCKL | : 1. Tęgie Chłopy – Rakieta | |
| Fonogram Źródeł 2021          | : - Maria Baliszewska – dziennikarka RCKL - Piotr Dahlig – Uniwersytet Warszawski - Piotr Dorosz – dziennikarz, etnomuzykolog, muzyk - Piotr Grochowski – kulturoznawca, profesor UMK - Weronika Grozdew-Kołacińska – IS PAN, Uniwersytet Muzyczny im. F. Chopina - Ewelina Grygier – etnomuzykolożka, dziennikarka i instrumentalistka, IS PAN - Anna Szotkowska – dziennikarka RCKL - Magdalena Tejchma – dziennikarka RCKL | : 1. ex aequo: - Instytut Sztuki PAN – Tradycje pogrzebowe na Kurpiach. Gmina Kadzidło cz. 1 - Mateusz Niwiński – Stefan Nowaczek. Skrzypek z Podłęża 2. ex aequo: - Regionalny Ośrodek Kultury w Bielsku-Białej – Polana, polana (wyk. Józefa i Zofia Sordyl) - Bukowiańskie Centrum Kultury „Dom Ludowy” w Bukowinie Tatrzańskiej – Adam Kuchta 3. Muzyka Odnaleziona – Muzykanci od Rzeczycy Nagrodę specjalną otrzymał Remigiusz Mazur-Hanaj oraz Wydawnictwo In Crudo za albumy: - Kapela od Łowicza – Z kapelusza, nie z pisma - Kapela Piotra Gacy – To ja bym tak powiedział, żeby tę rękę w górze trzymać trzy godziny, tylko trzymać, wcale nie grać - Kapela Stasia Niewidomego – Oj moi drodzy goście jak ja was szanuję, oj że się z wami spotkam to was pocałuję - Kapela z Krzemienia – Proszę państwa, teroz odegromy dla pana… naszego przełożonego poleczkę kulawą - Kapela z Marzysza – Pan Wincenty Jamioł mógłby zagrać na każdej estradzie | |

## Statystyki zgłoszeń

### Folkowy Fonogram Roku
Oś pionowa: liczba płyt zgłoszonych do Folkowego Fonogramu Roku X.

Oś pozioma: rok X.

### Fonogram Źródeł
Oś pionowa: liczba płyt zgłoszonych do Fonogramu Źródeł za rok X.

Oś pozioma: rok X.